# 47-й егерский полк
47-й егерский полк — пехотная (егерская) воинская часть Русской императорской армии.

## История полка

### Формирование
Сформирован 17 января 1811 г. из гарнизонных рот. Первоначально входил в состав 3-й бригады 25-й пехотной дивизии и дислоцировался на территории Великого княжества Финляндского. С 1814 года поочередно состоял в 15-й, 4-й и 27-й пехотных дивизиях. По упразднении егерских полков 28 января 1833 г. 1-й и 3-й батальоны были присоединены к Брестскому, а 2-й — к Белостокскому пехотным полкам той же дивизии, в которой он состоял. Старшинство полка сохранено не было.

### Боевой путь
В ходе Отечественной войны 1812 года действующие батальоны полка в сентябре 1812 года прибыли в Ригу и в составе отряда ген. Ф. Ф. Левиза участвовали в сражениях при Гросс-Экау и Даленкирхене. Резервный батальон полка поступил в гарнизон Рижской крепости. В кампании 1813 и 1814 годов 47-й егерский полк в составе своей дивизии находился в 4-м пехотном корпусе и участвовал в осаде Данцига.

## Шефы полка
- 17.01.1811 — 22.06.1815 — полковник Экельн, Филипп Филиппович

## Командиры полка
- 02.04.1811 — 22.06.1815 — подполковник Сутгоф, Иван Иванович
- 22.06.1815 — 30.08.1816 — полковник Экельн, Филипп Филиппович
- 30.08.1816 — 28.01.1818 — полковник Горбачёв, Василий Семёнович
- 28.01.1818 — 04.03.1818 — подполковник Жиркевич, Лев Тимофеевич
- 04.03.1818 — 26.03.1824[1] — полковник Горбачёв, Василий Семёнович
- 26.03.1824 — 23.12.1827 — полковник Аклечеев, Иван Фёдорович
- 23.12.1827 — 20.12.1831 — полковник Квицинский, Онуфрий Александрович
- 22.01.1832 — 05.08.1833 — командующий подполковник Труневский, Ермолай Львович